# 21530 Despiau
21530 Despiau este un asteroid din centura principală de asteroizi.

## Descriere
21530 Despiau este un asteroid din centura principală de asteroizi. A fost descoperit pe 26 iunie 1998 la Stația Anderson Mesa în cadrul programului LONEOS. Asteroidul prezintă o orbită caracterizată de o semiaxă mare de 2,73 ua, o excentricitate de 0,06 și o înclinație de 10,8° în raport cu ecliptica.